# Pristimantis stipa
Espèce
Pristimantis stipa est une espèce d'amphibiens de la famille des Craugastoridae.

## Répartition
Cette espèce est endémique de la province de Ferreñafe dans la région de Lambayeque au Pérou. Elle se rencontre à Cañaris à 3 596 m d'altitude.

## Publication originale
- Venegas & Duellman, 2012 : Two syntopic new species of the Pristimantis orestes Group (Anura: Strabomantidae) from northwestern Peru. Zootaxa, no 3249, p. 47-59.